# Aerodrom Željava
Aerodrom Željava je podzemni vojni aerodrom i nekadašnja vojna baza JNA, na granici Bosne i Hercegovine i Hrvatske, u blizini Bihaća.

## Geografski položaj i administrativne karakteristike
Željava je selo u Hrvatskoj na samoj granici Hrvatske i Bosne i Hercegovine. Nalazi se na 44 stepena, 51 minut i 17 sekundi severne geografske širine i na 15 stepeni, 44 minuta i 24 sekunde istočne geografske dužine. Sam aerodrom nalazi se na 44 stepena, 50 minuta i 3 sekunde severne geografske širine i 15 stepeni, 47 minuta i 44 sekunde istočne geografske dužine. Nadmorska visina je 337 metara, odnosno 1099 stopa. Georeferentna pozicija prema tadašnjem vojnom kodu bila je PIAQ5454. To je selo sa pretežno srpskim stanovništvom. Susedno, južnije, hrvatsko selo Baljevac bilo je raseljeno pre gradnje aerodroma. Posle Drugog svetskog rata, mnoga mesta na granicama novostvorenih republika nisu imala rešen granični status, tako da je pravi uvid u poziciju pojedinih mesta mogao da se učini samo uz pomoć knjiga iz katastarskih opština. Tako je po jednoj verziji granica između dveju republika išla samim hrbatom planine Plješevica (najviši vrh Gola Plješevica, 1650 m) pa je kompletan aerodrom pripadao SR BiH, odnosno opštini Bihać, dok je radarska stanica na vrhu pripadala opštini Titova Korenica u Hrvatskoj. Po drugoj verziji, sada zvaničnoj, radarska stanica na Plješevici, podzemni deo i četiri piste pripadaju Republici Hrvatskoj, opštini Korenica (županija Primorsko-goranska). Peta pista pripada opštini Bihać koja se nalazi u Prvom kantonu (Unsko-sanskom) u Federaciji. Samo selo nalazi se u severnom podnožju planine, a presečeno je i delom iseljeno pa je tu napravljen aerodrom, dok je jedan deo kuća bio u krugu aerodroma. Od kasarni put je vodio do objekta (baze) koji se zvao Klek.

## Geostrateški i vojni značaj
Položaj objekta izabran je posle opsežnih studija pri čemu se vodilo najviše računa o njegovom geostrateškom značaju. Osnovni zahtev bio je da se mora nalaziti u našoj geostrateškoj osnovici; dovoljno daleko u dubini teritorije koja se može dugotrajno i uspešno braniti, a ravnomerno udaljen od najvažnijih i najunosnijih strateških ciljeva i objekata, kako u zemlji, tako i van nje. Prilikom izbora lokacije idejnim tvorcima i projektantima išlo je na ruku to što se upravo u tako projektovanom pojasu nalazilo nekoliko veoma povoljno situiranih planina. Izbor je pao na Plješevicu koja u ambijentu podseća na ogroman nosač aviona. Njen geomorfološki sastav bio je idealan za takvu vrstu objekata, što je pak, s druge strane, pred graditelje postavilo veoma teške, ali i ostvarive zadatke i terenske radove što se kasnije i potvrdilo. Ukupna tadašnja vojno-politička i društvena situacija, kao i razvoj taktičkog i strateškog naoružanja i oružnih sistema u potpunosti su opravdavali ovakav izbor. Ogromno ratno iskustvo, provereni ljudski resursi i nesumnjivo veliko stručno znanje dali su za pravo projektantima i graditeljima da se poduhvate ogromnog stručnog, vojnog, a time i političkog izazova. Jugoslavija je imala veliko iskustvo u gradnji takvih objekata i njih je bilo širom zemlje (pet u Hrvatskoj, tri u Sloveniji, sedam u Srbiji, tri u Crnoj Gori i dva u Makedoniji). Četrdesetak objekata strateške namene građenih sve do ’90. godina, koštali su tadašnju državu oko 90 milijardi US dolara. Procena kaže da bi, bez takvih vojnih ulaganja, Jugoslavija već oko 1970. godine mogla imati standard susedne, visoko razvijene, Austrije. Trebalo je da objekat bude takav da služi u narednim decenijama bez većih prepravki i tako opravda ideju nastanka i ogromna sredstva (oko 4.000.000.000 US $ prema jednim, odnosno 8.500.000.000 US$ prema drugim izvorima). 
Uzimajući u obzir pravilno procenjene geostrateške karakteristike, veoma povoljnu logističku bazu, blizinu pomoćnih aerodroma, objekata i ostalih resursa, može se reći da je i vojni značaj objekta bio ogroman, kako u miru tako i u ratu. Sama planina predstavljala je idealnu prepreku bilo kakvom iznenadnom i razarajućem napadu, a njen položaj u taktičkom smislu omogućavao je korisniku taktičko iznenađenje: avioni su bezbedno poletali iz radarske senke planine, neprimećeni iz očekivanih pravaca osmatranja sa zapada. Taj položaj isključivao je iznenadni napad na objekat; u odnosu na severne i severoistočne pravce osmatranja situacija je bila još povoljnija jer je prostrana Panonska nizija onemogućavala bilo kakvo prikriveno prilaženje i dejstvo po objektu.

## Projektni zadatak, izgradnja i taktičko-tehničke karakteristike
Projektovanje, odnosno razrada osnovne ideje, konkretizuje se godine 1954. posle odluke političkog i vojnog vrha o izgradnji. U delegaciji na čelu sa generalom Z. Ulepićem, koja je posetila Švedsku da bi se upoznala sa njenim izvanrednim iskustvima u gradnji složenih, specifičnih i netipičnih vojnih objekata, nalazio se i inženjer Dragoslav Sobotka. Godinu dana kasnije komanda ratnog vazduhoplovstva formirala je komisiju koja je, razmotrivši taktičko-tehničke uslove, predložila izradu projektnog programa i projektne dokumentacije. Zadatak je predviđao smeštaj dve do tri pojačane eskadrile lovačke avijacije sa svim pripadajućim i neophodnim pratećim prostorima. Glavni projekat proširen je zahtevom za izgradnjom još tri objekta koji bi služili za smeštaj LAP (lovačko-avijacijskog puka), sastava tri do pet eskadrila, komforno posedanje i rad u uslovima klasičnog i nuklearnog rata, kontrolu letenja i meteorološku stanicu.
Izgradnja je bila uslovljena sastavom zemljišta, sa povoljnom morfološkom slikom – prirodnim uvalama za ulaze i grebenima koji ih razdvajaju. U toku izgradnje angažovani su i speleolozi radi premošćavanja prslina, pukotina i curkova vode. Najveći problem predstavljale su špilje koje su zahvatale ceo profil galerije po dubini, širini i visini. Aerodrom je građen do 1968. godine kada je ubrzano, zbog češke krize, pušten u rad. Na radovima je učestvovao, u najvećoj mogućoj tajnosti, veliki broj izvođača i podizvođača. Tokom narednih godina stalno je dorađivan i osavremenjivan, a građen je 12 godina.
Taktičko-tehničke osobine bile su impresivne: tri galerije za smeštaj 58 aviona međusobno su bile povezane u obliku slova M sa produženim srednjim krakom za reglament i dodatnom galerijom sa strane, svodastog oblika sa oporcima širine 15,40 metara pri dnu i visine u temenu oko 10 metara. Njihov slobodni profil podešen je prema dimenzijama aviona koje su date od strane investitora. Na prodorima galerija visina je povećavana za dva metra. Ostale prostorije raznih namena, kao i hodnici, bili su širine od tri do 12 metara. Ukupna dužina podzemnog tunela (galerija i pomoćnih prostorija) iznosila je 3500 metara. Galerije su bile dužine 400, 500 i 350 metara, svaka visine osam metara i širine 20 metara. Pored brojnih glavnih i pomoćnih prostorija za smeštaj i rad ljudstva, postojali su centar veze i operativni centri od kojih je jedan bio smešten iznad samih ulaza na visini 30 metara od tla kao osmatrački kontrolni toranj. Objekat je posedovao sopstvenu dizel-električnu centralu, skladište goriva i druge manje objekte. Spoljni deo objekta – aerodrom, sastojao se od pet pisti (dve poletno-sletne i tri poletne) i kasarne u blizini Ličkog Petrovog sela, koja je, ujedno, bila i logistička baza. Baza je snabdevana kerozinom pomoću sopstvenog cevovoda iz vojnog skladišta na brdu Pokoj kod Bihaća; cevovod je bio dug preko deset kilometara i bio je kompletno inženjerijski i borbeno obezbeđen. Avioni su se unutar objekta razmeštali elektoakomulatorskim tegljačima. Svako mesto za parkiranje imalo je svoj istakač za punjenje aviona. Predviđeni su životni i radni uslovi za namensko korišćenje objekta s punom autonomijom do 30 dana; električna, vodovodna i kanalizaciona mreža, dve rezervne dizel-električne centrale (jedna od 1000 kVA a druga od 625 kVA), skladišta svih vrsta, te prostor za dekontaminaciju sredstava. Postojalo je 13 klima-komora sa specijalno zaštićenim ventilacionim šahtovima, koji su ujedno služili i kao rezervni izlazi na površinu terena. Postojali su i šahtovi za otpadni vazduh i za izduvne gasove agregata, akumulatorska stanica, ambulanta, spavaonice, protivpožarni sistem, itd. Prostorije u unutrašnjosti objekta bile su povezane s 56 teških pancirnih vrata. Konstruisan je i korišćen poseban razglasni sistem. Prvi put je kod nas primenjen ’’aqua sistem’’ za skladištenje mlaznog goriva na vodenim jastucima u pet cilindričnih čeličnih rezervoara, svaki kapaciteta po sto tona. Otvor za posmatranje iz kontrolnog tornja bio je takođe posebno obezbeđen. Teška armirano betonska vrata bila su smeštena u zasebnim nišama sa strane galerija i imala su ugrađene protivudarne ventile. Zatvarala su se ručno ili električnim putem. Klimatski uslovi bili su idealni, s tim što je temperatura iz praktičnih i ekonomskih razloga bila snižena na 18°C. Na vrhu planine nalazio se impresivan radarski položaj i meteorološka stanica, a radari su bili uvezani u jedinstven sistem VOJIN koji je delovao u sklopu RV i PVO JNA.

## Formacijsko posedanje i upotreba objekta
Bazu je posedao 117. lap (lovačko-avijacijski puk) sa 124. i 125. eskadrilom, naoružan tada najsavremenijim avionima MiG-21 različitih verzija i namena. Treća eskadrila bila je detaširana u Puli i služila je za obuku pilota. Oni bi po završenoj obuci bili raspoređivani u elitne jedinice supersonične avijacije. Na Željavi je takođe bila bazirana 352. izviđačka eskadrila koja nije bila u sastavu 117. lap. Zbog svoje strateške namene bila je direktno potčinjena Komandi RV i PVO. Komanda puka i izviđačke eskadrile bila je smeštena u podzemnom delu objekta. Komandant 117. lap bio je po formaciji potpukovnik ili pukovnik, a izviđačke eskadrile major ili potpukovnik. U sastavu aerodroma bila je Vazduhoplovna baza (ranga puka) koja je imala jedinice nižeg ranga; one su obavljale pozadinsko, odnosno logističko obezbeđenje i druge pomoćne i prateće poslove. Komanda baze i pripadajuće jedinice bile su smeštene u kasarni koja je bila udaljena dva do tri kilometra od pista. 
Za potrebe PVO (protiv-vazdušne odbrane) objekta kao samostalna jedinica bazirao se u kasarni puk lap. Komandant je po formaciji bio potpukovnik ili pukovnik. Kao samostalna jedinica u kasarni nalazio se i 51. bataljon VOJIN. Imao je u sastavu oko 120 starešina od kojih su neki po specijalnosti i činu bili viši od komandanta. Bataljon VOJIN je bazu koristio samo kao lokaciju, a u operativnom smislu bio je podređen komandi petog puka VOJIN u Zagrebu. Takođe je u objektu Klek imao svoj OC. U mirnodopskoj upotrebi koja se nije razlikovala od ratne, svi avioni su uvek bili pod zemljom. Kada je bio letački dan, izlazili su samo angažovani avioni i dežurni par koji je bio uvek spreman i naoružan za poletanje. Baza nije bila školskog tipa niti su se u njoj sticale specijalnosti i druga zvanja, već jedinica prve borbene linije. Napredovalo se u službi redovno ili vanredno, u skladu sa PS. Međutim, baza je bila elitna u svakom smislu te reči i služba u njoj smatrana je čašću i veoma značajnim mestom u biografiji svakog ko je tamo bio. Samo najbolji su stizali na Željavu koja je, kao i Batajnica, bila aerodrom dežurnog tipa, sa 24-oro časovnim radom. Status pilota i osoblja nije se formalno razlikovao od ostalih kolega sa drugih aerodroma, a oznake su bile kao u ostalim jedinicama. Piloti su samo u letu imali svoj poseban identifikacioni broj i iskusan poznavalac situacije u vazduhu mogao je da po radio-saobraćaju zaključi koji avion je sa kog aerodroma. 
Svi pripadnici objekta stanovali su sa svojim porodicama u Bihaću gde je jedan gradski kvart (’’Harmani’’) bio napravljen za potrebe aerodroma. Svi pripadnici baze imali su odgovarajuće rešeno stambeno pitanje.
Kao objekat i jedinice prve borbene linije bili su u prilici da svoj profesionalizam, stručnost i patriotizam proveravaju svakodnevno, a posebno u periodima međunarodnih kriza, kakve su bile 1968. godine (okupacija Čehoslovačke), krize u vezi sa Osimskim sporazumima 1973. kao i u drugim prilikama.
Kada se vojno-politička i bezbednosna situacija toliko pogoršala da je bilo očigledno da ce se aerodrom naći u beznadežnom okruženju, sa realnom opasnošću da padne u neželjene ruke i bude iskorišćen protiv onoga ko ga je do tada koristio, doneta je odluka da se on uništi. To je učinjeno 16. maja 1992. godine u pet časova i 30 minuta, sa 58 tona eksploziva. Piste su minirane na rastojanju od 50 do 100 metara, često u cik-cak rasporedu. Rušenje objekta bilo je znak da se konačno urušava i čitava država jer je njegovo definitivno napuštanje i totalno uništenje značilo da se odustaje od postojeće geostrateške osnovice, odnosno da dotadašnja država nepovratno menja svoj izgled.

## Ratna dejstva u periodu 1991—1995.
U toku najveće krize, koja je prethodila ratnim sukobima, sa ovog aerodroma više puta je dejstvovano. Tako su 17. 7. 1991. godine dežurni avioni presreli helikoptere hrvatskog MUP-a koji su krenuli na intervenciju u Knin. Kasnije, 7. 10. 1991. godine borbeni avioni dejstvuju po televizijskom tornju na Sljemenu pored Zagreba kao i po tadašnjem sedištu hrvatske vlade u zagrebačkom Gornjem gradu, poznatom kao Banski dvori. Za javnost najpoznatiji incident dogodio se kada je pilot Emir Šišić oborio dva helikoptera Ujedinjenih nacija, u kojima su se nalazili Italijani i Francuzi. 
U ovom periodu aktivna je bila radarska stanica koja je bila u sastavu 51. bataljona VOJIN. Kada se JNA povukla, bataljon je premešten u Banja Luku. Ljudstvo je ostalo oko šest meseci na Plješevici kako bi obučilo pripadnike SVK i predalo im objekat na stalnu upotrebu. U tom cilju ljudstvo je iz Banja Luke u policijskim uniformama (zbog ograničenja po odredbama koji se pridržavao UNPROFOR) odlazilo na vrh. Posle zaključka da obučavano ljudstvo neće moći da obavlja efikasno svoje zadatke i da tome nisu dorasli, odlučeno je da radarska stanica ostane u sastavu 51. b. VOJIN na teritoriji RSK. Sa vrha Gola borbeno je dejstvovano po Bihaću i okolini, a i obrnuto u manjoj meri. Radarski položaj bio je aktivan do avgusta 1995. godine kada su, pri povlačenju, vojnici SBK odneli položaje i opremu. Kasarna u Ličkom Petrovom selu služila je SVK i u njoj je redovno služen vojni rok.

## Sadašnje stanje
Rušenjem i devastacijom objekta načinjena je neprocenjiva materijalna i velika ekološka šteta pa je svaka ideja o rekonstrukciji bilo kog obima ograničena nedostatkom potrebnih materijalnih sredstava. U neposrednoj blizini aerodroma nalazila se i linija razdvajanja pa je celo područje gusto minirano, a danas je pogodno za ilegalnu migraciju ljudi. Sama kasarna u Ličkom Petrovom selu je pod nadzorom HV. Najpre je (tokom 2004/2005) bilo planirano otvaranja centra za azilante pa se od te ideje odustalo, a sada (tokom 2005/2006) aktuelni su planovi da ona uđe u sastav vojnog poligona ’’Eugen Kvarternik’’ kod Slunja, kao i kasarna u Udbini. 
Opština Bihać pokrenula je inicijativu da se pista na njenoj teritoriji iskoristi za otvaranje lokalnog aerodroma.

## Spoljašnje veze
- Sajt opštine Bihać
- Underground adventure 2007